# Nudo heráldico

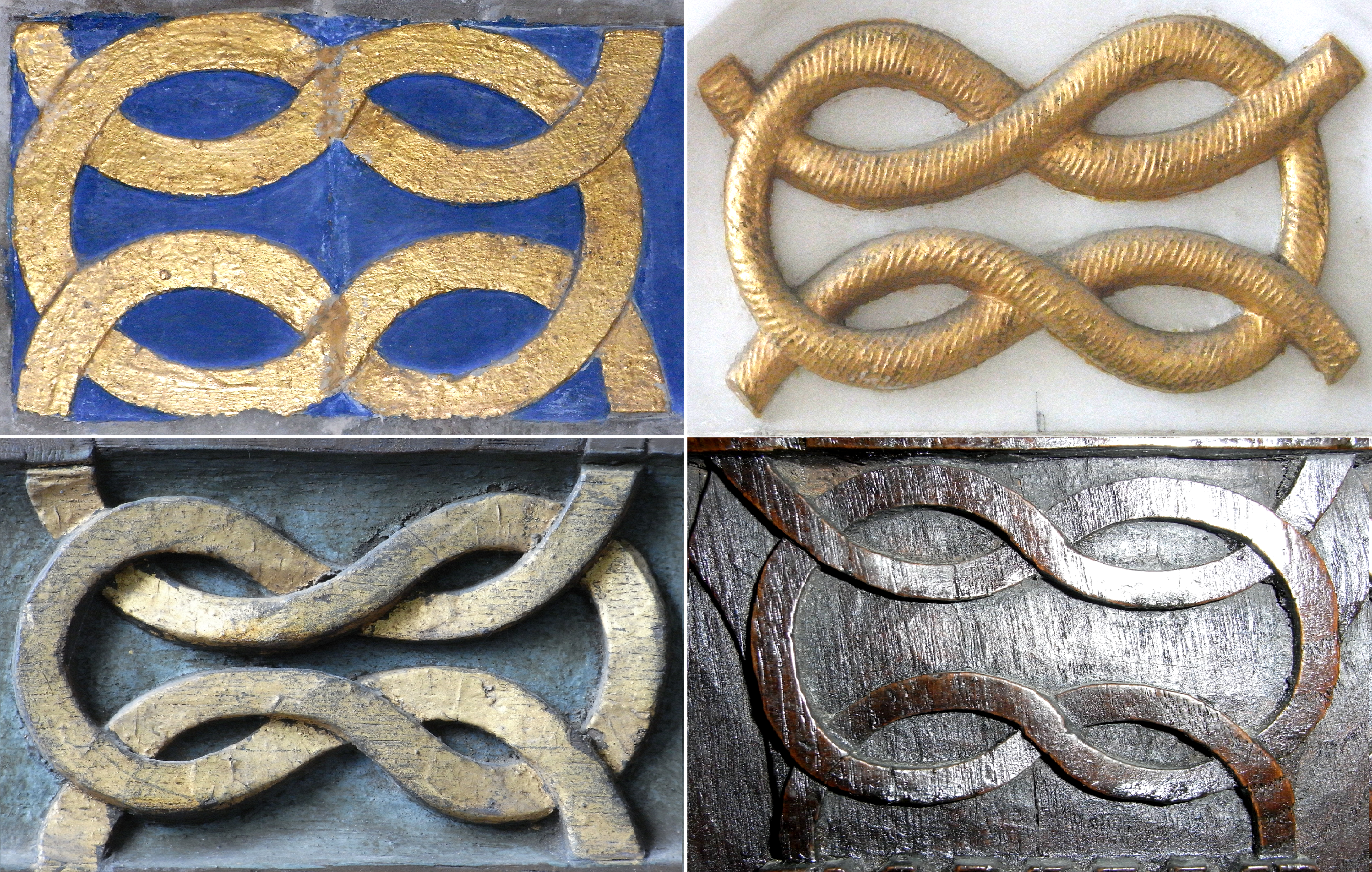
Compilación de nudos Bourchier, Iglesia de Tawstock, Devon, Inglaterra

Un nudo heráldico (denominado en heráldica simplemente como un nudo) es un nudo o un diseño que incorpora un nudo utilizado en la heráldica europea.
Si bien un nudo determinado puede usarse en la armería heráldica de más de una familia, en cuyo abrigo se originó el nudo generalmente da su nombre a dicho nudo (la excepción es el nudo Tristram). Estos nudos se pueden usar para se usados en escudos y cimeras, pero también se pueden usar en insignias o como símbolos independientes de las familias por las que se nombran (como tartanes escoceses). El más simple de estos patrones, el nudo Bowen, a menudo se conoce como el nudo heráldico en el simbolismo y el arte fuera de la heráldica.

## Nudos heráldicos

Nudo Bourchier[2]
Nudo Bowen
Nudo Heneage
Nudo de encaje
Nudo de Saboya
Nudo de Wake
Nudo Harrington Un dibujo de un nudo heráldico que consta sólo de ángulos rectos, de modo que parece un cuadrado girado 45 grados de lado (por lo que las esquinas apuntan a las direcciones cardinales) con una cruz (girada para parecerse a la letra 'X') atravesando el cuadrado que bisecciona cada uno de los cuatro lados del cuadrado.